# Wojciech Kunicki
Wojciech Kunicki (ur. 10 grudnia 1955 w Kaliszu) – polski filolog, doktor habilitowany nauk humanistycznych, profesor Instytutu Filologii Germańskiej Wydziału Filologicznego Uniwersytetu Wrocławskiego i Wydziału Neofilologii Państwowej Wyższej Szkoły Zawodowej w Nysie.

## Życiorys
W latach 1974–1978 studiował na Uniwersytecie Wrocławskim polonistykę, a w latach 1976–1981 germanistykę, którą skończył. Obronił pracę doktorską w 1985 na podstawie rozprawy Problematyka estetyczna w pracach prekursorów i twórców faszyzmu niemieckiego. 28 marca 1994 habilitował się na podstawie pracy zatytułowanej Projektionen des Geschichtlichen. Ernst Jüngers Arbeit an den Fassungen von 'In Stahlgewittern'. 20 listopada 1997 nadano mu tytuł profesora w zakresie nauk humanistycznych. Jest zatrudniony na stanowisku profesora w Instytucie Filologii Germańskiej na Wydziale Filologicznym Uniwersytetu Wrocławskiego i na Wydziale Neofilologii Państwowej Wyższej Szkole Zawodowej w Nysie.
Był dyrektorem Instytutu Neofilologii Państwowej Wyższej Szkoły Zawodowej w Nysie.